# Иде, Бреанна
Бреанна Иде (англ. Breanna Yde; род. 11 июня 2003, Сидней, Сидней, Австралия) — американская детская актриса родом из Австралии. Она сыграла Фрэнки Хатэвэй в телесериале «Призраки дома Хатэвэй» Томику в «Школа Рока», Зои в телевизионном фильме «Поймать Санту»., Акими в «Побеге из библиотеки мистера Лемончелло» и Джину в телесериале Netflix «Спасатели Малибу».

## Биография
Бреанна Николь Иде' родилась в Сиднее, Австралия. В возрасте двух лет она переехала в Лос-Анджелес, штат Калифорния. Она имеет двойное гражданство США и Австралии. В 2008 году её семья переехала в Ранчо-Санта-Фе, Калифорния, и в следующем году она начала брать уроки актёрского мастерства и музыки в возрасте 6 лет. Она и её семья вернулись в Лос-Анджелес в 2012 году, чтобы продолжить играть актёрские роли.
Иде получила первую роль в фильме «Уровень 26: Темное пророчество» в 2010 году. В 2011 году она появилась в роли гостя в эпизоде телесериала «Как я встретил вашу маму» . Другие ранние выступления включали национальные рекламные ролики для компаний, включая McDonald’s, AT&T, Toyota и другие. В 2012 году она получила роль Фрэнки Хэтэуэй в сериале Nickelodeon «Призраки дома Хатэвэй». В 2014 году она появилась в телевизионном фильме Nickelodeon «Поймать Санту». В 2016 году она начала играть Томику в «Школе рока», ещё одном сериале Nickelodeon, основанном на одноимённом фильме 2003 года. В 2017 году она была номинирована на премию Kids’ Choice Awards в категории «Любимая телевизионная актриса» за роль Томики. «Школа Рока» транслировалась в течение трех сезонов. последний сезон вышел в 2018 году.
Во время работы в «Школе Рока» у неё была повторяющаяся роль голоса Ронни Энн Сантьяго в мультсериале Nickelodeon «Мой шумный дом» и она появилась в телефильме Nickelodeon «Побеге из библиотеки мистера Лемончелло». Она также озвучила юную Мэрайю в анимационном фильме Мэрайи Кэри «Всё, что я хочу на Рождество — это ты» в 2017 году. В 2019 году Иде снялась в роли Джины в фильме Netflix «Спасатели Малибу». За фильмом последовал одноимённый сериал, в котором Иде повторила свою роль. Она снова появилась в роли Джины во втором фильме «Спасатели Малибу: Следующая волна», выпущенном Netflix в августе 2020 года.
В 2019 году Иде начала сотрудничать с автором поп-песен Джастином Трантером, а в 2020 году она выпустила свои дебютные синглы «Stopped Buying Diamonds» и «BlindLife» (оба написаны в соавторстве с Трантером) на Warner Records под мононимом YDE. В декабре 2021 года она вместе с Идиной Мензель сыграла Софию в постановке «WILD: A Musical Becoming», поставленной в Loeb Drama Center Американским репертуарным театром в Кембридже, Массачусетс. В 2022 году она начала выпускать новые синглы со своего дебютного эпизода SEND HELP, на котором она выступает в качестве исполнительного продюсера и основного автора песен. Эпизод был выпущен 9 сентября 2022 года лейблом Warner Records.

## Фильмография
| Годы        | Название                               | Роль               | Примечания                                         |
| ----------- | -------------------------------------- | ------------------ | -------------------------------------------------- |
| 2010        | «Уровень 26: Темное пророчество»       | Молодая Сиби Дарк  |                                                    |
| 2011        | Как я встретил вашу маму               | Маленькая девочка  | Эпизод: «Вызов принят»                             |
| 2013—2015   | Призраки дома Хатэвэй                  | Фрэнки Хатэвэй     | Главная роль                                       |
| 2014        | Поймать Санту                          | Зоуи               | Телефильм                                          |
| 2015        | Мачеха                                 | Грейс              | Эпизод «Thumper for President» и «Walk Like a Boy» |
| 2015        | Новогодняя Вечеринка Nickelodeon       | Сама себя          | Специальный телевизионный выпуск                   |
| 2016—2018   | Школа рока                             | Томика             | Главная роль                                       |
| 2016—2018   | Мой шумный дом                         | Ронни Энн Сантьяго | Озвучивание                                        |
| 2017        | Никки, Рикки, Дикки и Дон              | Симона             | Эпизод: «Быть приглашенным или не быть»            |
| 2017        | Побег из библиотеки мистера Лимончелло | Акими Хьюз         | Телефильм                                          |
| 2017        | Не день Святого Валентина              | сама себя          | Главная роль                                       |
| 2017        | Весенний летний Лагерь Nickelodeon     | Долорес            | Специальный телевизионный выпуск                   |
| 2017        | Всё, что я хочу на Рождество — это ты  | Мэрайя Кэри        | Озвучивание                                        |
| 2019 — 2020 | Спасатели Малибу                       | Джина              | Главная роль                                       |
| 2020        | Спасатели Малибу: Следующая волна      | Джина              | Потоковый фильм                                    |

## Награды и номинации
| Год  | Награда             | Категория                     | Работа     | Результат | Прим. |
| ---- | ------------------- | ----------------------------- | ---------- | --------- | ----- |
| 2017 | Kids’ Choice Awards | Любимая телевизионная актриса | Школа рока | Номинация | [ 3 ] |